# Pierre Paul Dehérain

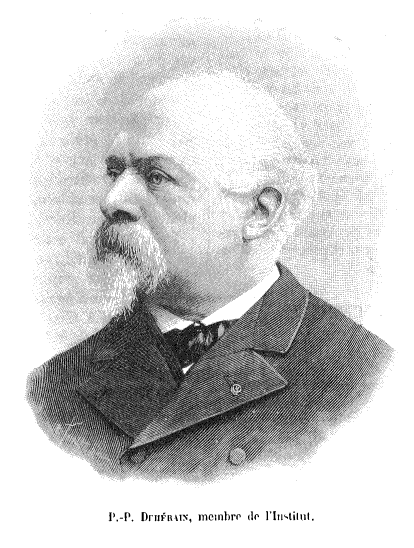

Pierre Paul Dehérain (19 de abril de 1830, París – 7 de diciembre de 1902, París) fue un agrónomo, fisiólogo vegetal y químico francés que  estudió la absorción del dióxido de carbono por las plantas y el efecto de la luz artificial, especialmente los rayos ultravioleta, en las plantas. Demostró que las plantas absorben no solamente los minerales que son beneficiosos, como se pensaba anteriormente, sino todos y ellas seleccionan.
Descubrió la respiración por las raíces de las plantas, el efecto de diferentes minerales sobre el crecimiento de los frutos y el efecto de la rotación de cultivos sobre la calidad del suelo.

## Honores

### Eponimia
Joseph Decaisne lo honra con el género Deherainia de la familia de Theophrastaceae.

## Algunas publicaciones
- Chimie et physique horticoles. Dusacq, Paris 1854

- Recherches sur l'emploi agricole des phosphates. Impr. A. Hérissey, Evreux 1859 (disertación)

- Éléments de chimie. 4 vols. Paris 1867-1870 (con Gaston Tissandier)

- Cours de chimie agricole, Librairie Hachette, 1873

- Évaporation de l'eau par les feuilles, La Nature, 11, 16 de agosto de 1873

- La Ferme de Rothamsted. MM. Lawes et Gilbert, La Revue scientifique]] 34, 20 de febrero de 1875, 39, 27 de marzo de 1875, 46, 15 de mayo de 1875

- La dernière campagne sucrière, Revue scientifique, 19 de febrero de 1876

- Sur la respiration des racine, La Nature 183, 2 de diciembre de 1876

- La betterave à sucre, Revue scientifique, 12 de mayo de 1877

- Les engrais chimiques dans les années de sècheresse, La Nature 216, 21 de julio de 1877

- Annales agronomiques, G. Masson, 1875-1902

- La production du blé aux États-Unis, La Nature 349, 7 de febrero de 1880, 355, 20 de marzo de 1880

- Origine du carbone des végétaux, Revue scientifique, 19, 6 de noviembre de 1880, 20, 13 de noviembre de 1880, 22, 27 de noviembre de 1880, 4, 22 de enero de 1881, 6, 5 de febrero de 1881

- L'Association française (pour l'avancement des sciences) à Alger, Revue scientifique 21 de mayo de 1881

- Paul Thénard, Revue scientifique 15 de noviembre de 1884

- Culture rémunératrice du blé, La Nature, 700, 30 de octubre de 1886 y 701, 6 de noviembre de 1886

- La fabrication du fumier de ferme, La Science illustrée, 25, 19 de mayo de 1888

- Travaux de la Station agronomique de lÉcole d'agriculture de Grignon. G. Masson, Paris 1889

- L'œuvre de Gay-Lussac, Revue scientifique, 7, 16 de octubre de 1890

- Emploi agricole des superphosphates, La Nature, 914, 6 de diciembre de 1890

- Traité de chimie agricole. Développement des végétaux, terres arables, amendements et engrais Paris, Masson, 1892

- Le fumier de ferme'', Revue scientifique, 10, 2 de septiembre 1893

- Les cases de végétation à la station agronomique de Grignon, La Nature, 1023, 7 de enero de 1893

- La disette des fourrage en 1893, La Nature, 1049, 8 de julio de 1893, 1050, 15 de julio de 1893

- Le blé et le foin en 1893, La Nature, 1057, 2 de septiembre de 1893

- Les eaux de drainage en hiver, La Nature, 1081, 17 de febrero de 1894

- Le travail du sol et la nitrification, Revue scientifique, 25, 22 de junio de 1895

- La perméabilité de la terre, La Nature 1182, 25 de enero de 1896

- Cultures dérobées d’automne, La Nature 1373, 16 de septiembre de 1899

- Inoculation des sols destinés à porter des légumineuses, La Nature 1500, 22 de febrero de 1902 y 1517, 21 de junio de 1902

- La culture du blé en France, Revue générale des sciences pures et appliquées — 30 de octubre de 1902